# Ндіфреке Удо
Ндіфреке Удо (англ. Ndifreke Udo; нар. 15 серпня 1998) — нігерійський футболіст, захисник клубу «Абіа Варріорс».

## Клубна кар'єра
Вихованець клубу «Абіа Варріорс», на контракті якого і знаходиться на даний момент.

## Виступи за збірні
З 2015 року залучається до складу молодіжної збірної Нігерії. Наразі у формі молодіжної збірної зіграв у 13 офіційних матчах.
2016 року захищав кольори олімпійської збірної Нігерії. У складі цієї команди провів 5 матчів. У складі збірної — учасник футбольного турніру на Олімпійських іграх 2016 року в Ріо-де-Жанейро, на якому команда здобула бронзові олімпійські нагороди.

## Досягнення

### Збірна
- Бронзовий призер Африканських ігор: 2015
- Чемпіон Африки (U-23): 2015
- Бронзовий призер Олімпійських ігор: 2016